# Glebiska
Glebiska (deutsch Kleefeld) ist ein Dorf in der polnischen Woiwodschaft Ermland-Masuren. Es gehört zur Stadt- und Landgemeinde Pieniężno (Mehlsack) im Powiat Braniewski (Kreis Braunsberg).

## Geographische Lage
Glesbiska liegt nördlich des Jezioro Taftowo (Tafter See) im Nordwesten der Woiwodschaft Ermland-Masuren, 28 Kilometer südöstlich der Kreisstadt Braniewo (Braunsberg).

## Geschichte
Das seinerzeit Kleefeldt, nach 1785 Kleefeld genannte Dorf bestand aus mehreren großen Höfen. Im Jahre 1874 wurde die Landgemeinde Kleefeld in den neu errichteten Amtsbezirk Heinrikau (polnisch Henrykowo) im ostpreußischen Kreis Braunsberg, Regierungsbezirk Königsberg, eingegliedert und gehörte bis 1945 dazu.
253 Einwohner waren im Jahre 1910 in Kleefeld gemeldet. Ihre Zahl veränderte sich bis 1933 auf 223 und bis 1939 auf 250.
Aufgrund der Abtretung des gesamten südlichen Ostpreußen an Polen in Kriegsfolge im Jahre 1945 erhielt Kleefeld die polnische Namensform „Glebiska“. Das Dorf ist heute eine Ortschaft im Verbund der Gmina Pieniężno (Stadt- und Landgemeinde Mehlsack) im Powiat Braniewski (Kreis Braunsberg), von 1975 bis 1998 der Woiwodschaft Elbląg, seither der Woiwodschaft Ermland-Masuren zugehörig. Im Jahre 2021 zählte Glebiska 83 Einwohner.

## Religion
Das Dorf Kleefeld war und Glebiska ist noch heute in die römisch-katholische Pfarrei Heinrikau (Henrykowo), jetzt im Dekanat Orneta im Erzbistum Ermland,  eingegliedert.
Bis 1945 war Kleefeld außerdem in die evangelische Pfarrkirche Mehlsack (polnisch Pieniężno) und in Teilen wohl auch in die evangelische Kirche Wormditt in der Kirchenprovinz Ostpreußen der Kirche der Altpreußischen Union einbezogen. Heute in Glebiska lebende evangelische Einwohner gehören zur Diözese Masuren der Evangelisch-Augsburgischen Kirche in Polen.

## Verkehr
Glebiska liegt an einer Nebenstraße, die bei Henrykowo (Heinrikau) von der Woiwodschaftsstraße 507 abzweigt und bis nach Bornity (Bornitt) führt.
Die nächste Bahnstation ist Henrykowo an der PKP-Bahnstrecke Olsztyn Gutkowo–Braniewo.

## Persönlichkeit
- Margarete Ehlert (* 23. Juni 1886 in Kleefeld), deutsche Sozialfürsorgerin und Politikerin († 1962)